# Crise cholinergique
 (janvier 2013).
Si vous disposez d'ouvrages ou d'articles de référence ou si vous connaissez des sites web de qualité traitant du thème abordé ici, merci de compléter l'article en donnant les références utiles à sa vérifiabilité et en les liant à la section « Notes et références ».
Une crise cholinergique est causée par la sur-stimulation de la jonction neuromusculaire causée par l'excès d'acétylcholine (ACh). Cet excès peut être causé par l'inactivité (peut-être aussi l'inhibition) de l'enzyme AChE, qui dégrade normalement l'acétylcholine.

## Description
- Paralysie spastique, ou spasmodique,
- Insuffisance respiratoire,
- Transpiration,
- Activation du système nerveux parasympathique avec : salivation, bronchorrhée, myosis.

## Causes
- Gaz agissants sur le système nerveux (par exemple gaz sarin),
- Surdosage en traitement par anticholinestérase dans le traitement d'une myasthénie ou en antidote des curares.

## Mécanisme
À la suite de la crise cholinergique, l'acétylcholine suractive les récepteurs nicotiniques de la plaque motrice. Ceci entraîne une paralysie musculaire.

## Traitement
- Identification et éradication du facteur déclenchant,
- Bloqueurs des récepteurs à l'acétylcholine (Atropine).